# Rohatec
Rohatec (en allemand : Rohatetz) est une commune du district de Hodonín, dans la région de Moravie-du-Sud, en République tchèque. Sa population s'élevait à 3 459 habitants en 2024.

## Géographie
Rohatec se trouve à 6 km au nord-est de Hodonín, à 55 km au sud-est de Brno et à 240 km au sud-est de Prague.
La commune est limitée par Ratíškovice et Vracov au nord, par Petrov à l'est, par Sudoměřice et la Slovaquie au sud, par Hodonín à l'ouest.

## Histoire
La première mention écrite de la localité date de 1270.

## Transports
Par la route, Rohatec se trouve à 5,5 km de Hodonín, à 64 km de Brno et à 260 km de Prague.